# Pévy
Pévy település Franciaországban, Marne megyében. Lakosainak száma 226 fő (2022. január 1.). Pévy Bouvancourt, Hermonville, Montigny-sur-Vesle, Prouilly és Trigny községekkel határos.

## Népesség
A település népességének változása:
| Lakosok száma | 215  | 194  | 210  | 207  | 223  | 218  | 204  | 205  | 208  | 226  |
|               | 1968 | 1982 | 1990 | 2006 | 2013 | 2015 | 2017 | 2019 | 2020 | 2022 |